# Kosmeč
Koordinati:   42°44′46″N, 17°49′24″E
Kosmeč je majhen nenaseljen otoček v Jadranskem morju. Pripada Hrvaški.
Kosmeč, ki se v nekaterih zemljevidih imenuje tudi Goleč, leži pred vhodom v zaliv Veliki Jakljan na otoku Jakljan. Od rta Krst je oddaljen okoli 0,5 km. Površina otočka meri 0,024 km². Dolžina obalnega pasu je 0,57 km. Najvišja točka na otočku doseže višino 26 mnm.